# Domingos Evangelista Pinheiro
Domingos Evangelista Pinheiro (Caeté, 21 de julho de 1843 — 6 de março de 1924), também conhecido por Monsenhor Domingos, foi um sacerdote católico brasileiro que, vivendo em santidade, foi elevado a servo de Deus após sua morte.

## Vida
Um dos 7 filhos do Capitão João Evangelista Pinheiro e de Isabel Florentina da Mata e Silva, Domingos Evangelista nasceu na cidade de Caeté, no sopé da Serra da Piedade, onde se encontra o Santuário de Nossa Senhora da Piedade, no dia 21 de julho de 1843.
Quando criança, incomodava-o ver, próximo a sua casa, em frente à Matriz de Nossa Senhora do Bom Sucesso, um pelourinho, onde eram açoitados os escravos. A mistura de seus gemidos com os cânticos e orações vindos da igreja eram por ele uma afronta ao próprio Deus. E ele se afastava, indo à beira do rio, onde passava horas sentado nas pedras a contemplar mulheres negras, que, enquanto lavavam roupas, cantavam o cântico de Nossa Senhora.
Em 1859, com 15 anos de idade, ingressou no Seminário de Mariana, onde se ordenou padre, em 17 de janeiro de 1869.
Já com pouca saúde desde que ingressou no seminário, Domingos Evangelista tudo suportava, como sacrifício, ofereceu sua adolescência a Deus para diminuir as dores humanas e promover a vida.
Depois de ser ordenado padre, tornou-se guardião do Santuário e criou, aos pés da Serra da Piedade, um educandário que acolhia filhas de escravos. Para ajudar no cuidado das crianças e do Santuário, fundou a Congregação das Irmãs Auxiliares de Nossa Senhora da Piedade e também o Asilo São Luiz, para cuidar de órfãs e filhas de escravos.
Como consequência a seus atos de benemerência, recebeu da Igreja Católica o título de Monsenhor. Em 1905, o Papa Pio X referiu-se a ele, destacando: 
sua integridade, tenacidade, zelo religioso para com o ministério, atividade missionária, labor e cuidado em favor dos pobres, dos órfãos e dos enfermos
"O Monsenhor Domingos cultivou inúmeras virtudes, dentre elas a alegria refletida pelo seu constante sorriso, a solicitude aos mais pobres, a compreensão aos mais necessitados, a promoção e valorização da pessoa negra, em especial as mulheres, educação das crianças, a compaixão com os que sofrem e a generosa acolhida a todas as pessoas."— Congregação das Irmãs Auxiliares de Nossa Senhora da Piedade
Monsenhor Domingos Evangelista Pinheiro faleceu em 6 de março de 1924.

## Servo de Deus
A fase diocesana do processo de beatificação do Monsenhor Domingos Evangelista Pinheiro teve início em setembro de 2018, com a aprovação do Vaticano, tendo como postulador o Dr. Paolo Vilotta.
“Este momento, de nossa parte, é de coleta de evidências. Mas certamente da sua vida, dos documentos emerge o grande espírito evangélico do Servo de Deus”.— Paolo Vilotta
Em 5 de março de 2022, a Arquidiocese de Belo Horizonte celebrou o encerramento da fase diocesana do processo de beatificação de monsenhor Domingos Evangelista Pinheiro, tornando-o Servo de Deus.